# Italia agli XI Giochi paralimpici invernali
L'Italia ha partecipato agli XI Giochi paralimpici invernali di Soči (7 - 16 marzo 2014) con una delegazione di 35 atleti concorrenti in 5 discipline del programma. Il portabandiera azzurro è stato Andrea Chiarotti.

## Partecipanti
- Sci alpino: 8 atleti
- Biathlon: 2 atleti
- Sci di fondo: 4 atleti
- Hockey su slittino: 17 atleti
- Snowboard: 4 atleti

## Risultati nei tornei a squadre
- Hockey su slittino: l'Italia, eliminata nel torneo di qualificazione, si classifica al 6º posto perdendo contro la Repubblica Ceca nella finalina 5º/6º posto